# Nathalie (anime)
Nathalie (牧場の少女カトリ, Makiba no Shōjo Katori) is een van oorsprong Japanse animatieserie uit 1984, gebaseerd op een boek van de Finse schrijfster Auni Nuolivaara, Paimen, piika ja emäntä (De herder, de dienstmeid en de huisvrouw).
De tekenfilmserie werd in opdracht van het productiehuis Nippon Animation gemaakt. In totaal zijn er 49 afleveringen gemaakt van elk zo'n 26 minuten. In Nederland kreeg men de Nederlands gesproken versie voorgeschoteld. Jody Pijper zong het titellied en zij nam ook de stem van de zesjarige Nathalie waar. De serie was elke donderdag om 19.00 uur te zien bij de Evangelische Omroep (EO) (1 januari 1987 tot 3 maart 1988), en in de jaren 90 bij kinderzender Kindernet (1 maart 1988 tot 30 december 1994). JPS Studio (het hedendaagse JPS Producties) was verantwoordelijk voor de Nederlandse nasynchronisatie. Onlangs is een deel van de afleveringen onder het beheer van Just Bridge Entertainment uitgebracht op dvd. In Finland, waar het verhaal zich afspeelt, is de serie nog steeds meestal onbekend.

## Verhaal
Nathalie is een meisje van negen dat op een kleine boerderij woont bij haar opa en oma in Finland.
Haar vader is gestorven en haar moeder is in dienst bij een rijke baron die naar Zwitserland verhuisd is. Ze laat haar kleine dochter net zo lang achter bij haar grootouders tot ze genoeg geld heeft om voor altijd bij Nathalie te kunnen blijven. Bij dat laatste afscheid krijgt Nathalie van haar moeder een klein teckelhondje, dat ze Bukkie noemt omdat ze zich moet bukken om hem op te tillen. Ze belooft Nathalie heel veel te zullen schrijven.
Drie lange jaren gaan voorbij en Nathalie helpt haar grootouders zo goed mogelijk op de boerderij. Iedere dag melkt ze de koe en zorgt ze voor het kalfje en de vele konijnen op de boerderij. Op een dag besluit grootvader hun koe te verkopen en het kalfje te houden. Als hij de koe naar de molenaar brengt, wordt hij aangevallen door een beer die al wekenlang de omgeving teistert. Grootmoeder is bezorgd, de koe is dood dus krijgen ze er geen geld meer voor. Ze hebben maar weinig geld meer over en de winter komt eraan.
De lieve Nathalie hoort dit en zegt dat ze dolgraag een baantje wil hebben om wat geld te verdienen. De grootouders moeten daar eerst niets van weten, maar als Nathalie de jongen Tim ontmoet, die de zoon is van een rijke boer uit de buurt, mag het uiteindelijk toch. De vader van Tim kent een boer verderop die een koeienoppas zoekt. Ze gaat naar deze boerderij waar ze een jaar zal werken. Het is zwaar werk maar gelukkig heeft ze Bukkie om haar te helpen want die blijkt ook een echte goeie koeienoppasser te zijn.
Al gauw leert ze een andere jongen kennen die in een nabijgelegen weide ook op koeien past, Mario.
Ondertussen krijgt ze geen brieven meer van haar moeder omdat er oorlog is uitgebroken. Ondanks haar vele avonturen die ze beleeft met haar vriendjes Tim en Mario en haar trouwe hondje Bukkie blijft ze hevig verlangen naar de thuiskomst van haar moeder.

## Afleveringen
1. Op doorreis
2. De vriendenclub
3. Storm na de stilte
4. Werk aan de winkel
5. Lastig gezelschap
6. Pannekoeken met stroop
7. Een nieuwe familie
8. Geen poot om op te staan
9. Thee met beschuit
10. Belofte maakt schuld
11. Een helpende hand
12. Een vreemde postzegel
13. Dichter bij de zon
14. De dichter moet verder
15. De moeite beloond
16. Een huisje voor pluisje
17. Het arme schaap
18. Kettingbreien
19. Uit en toch thuis
20. Voor weven in touw
21. Slecht vlees in de kuip
22. De beer is los
23. Het oude nest
24. Samenspanning
25. Als de nood het hoogst is
26. Onder één dak
27. Nathalie doktert het uit
28. Verlaging van de verhoging
29. Onverwacht verdriet
30. Een boek per post
31. Een schoenmaker leest
32. De koerier van het front
33. Een zwaar verlies
34. Op pad in de stad
35. Stadse plannen
36. Te hooi en te gras
37. Een schappelijke vriend
38. Op haar paasbest
39. Verre huizen
40. De hond is los
41. Op de proef gesteld
42. Een oude bekende
43. Als de kat van huis is
44. De wijde wereld in
45. De bloemetjes buiten
46. Een snelle visite
47. Aan de hand van de meester
48. Gedachten op papier